# General Sebastián Ortiz
General Sebastián Ortiz är en ort i Mexiko.   Den ligger i kommunen San Lucas Ojitlán och delstaten Oaxaca, i den sydöstra delen av landet, 300 km sydost om huvudstaden Mexico City. General Sebastián Ortiz ligger 91 meter över havet och antalet invånare är 344.
Terrängen runt General Sebastián Ortiz är platt åt sydväst, men åt nordost är den kuperad. Runt General Sebastián Ortiz är det ganska glesbefolkat, med 39 invånare per kvadratkilometer. Närmaste större samhälle är San Lucas Ojitlán, 2,6 km väster om General Sebastián Ortiz. Omgivningarna runt General Sebastián Ortiz är en mosaik av jordbruksmark och naturlig växtlighet.